# Station Amsterdam Willemspoort
Station Amsterdam Willemspoort (niet te verwarren met Station Amsterdam Willemspark) is een voormalig spoorwegstation in Amsterdam, gelegen tegenover de Willemspoort.

## Geschiedenis

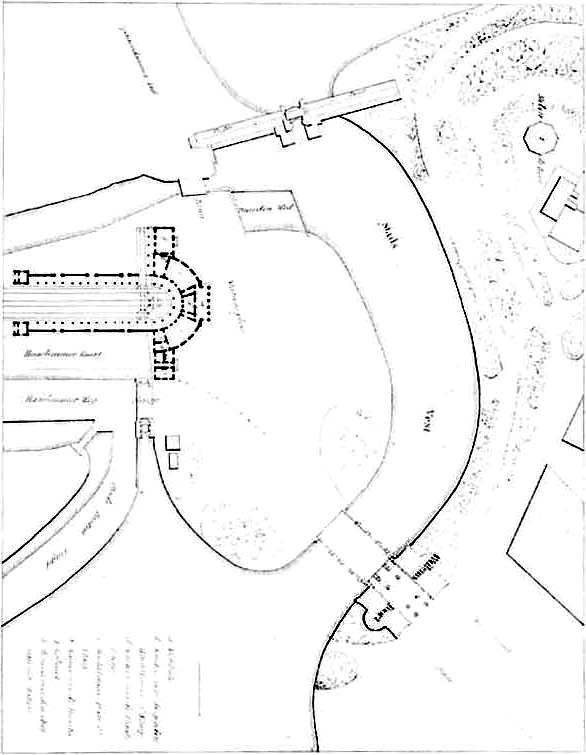
Ligging van Station Willemspoort ten westen van de Singelgracht in 1843. Rechts onder de uit 1840 daterende Willemspoort.

De eerste trein van Amsterdam naar Haarlem vertrok op 20 september 1839 vanaf het station d'Eenhonderd Roe, zo'n vierhonderd meter ten westen van de Haarlemmerpoort. Dit station lag net buiten de grens van de stad Amsterdam op het grondgebied van de gemeente Sloten. 
Nadat de HIJSM overeenstemming met de stad Amsterdam had bereikt kon in 1842 het eigenlijke vertrekpunt tegenover de in 1840 gebouwde Willemspoort in gebruik worden genomen, het aan de overkant van de Buitensingelgracht gelegen station met dezelfde naam. Het stationsgebouw kwam gereed in 1843 en deed dienst tot 1878. 
Ook dit station stond tot 1877 nog net op grondgebied van de gemeente Sloten. Het station, een ontwerp van architect Cornelis Outshoorn, was net als de poort in classicistische stijl gebouwd. In datzelfde jaar 1843 kwam aan de andere kant van de stad het station Weesperpoort in gebruik voor de treinen naar Utrecht.

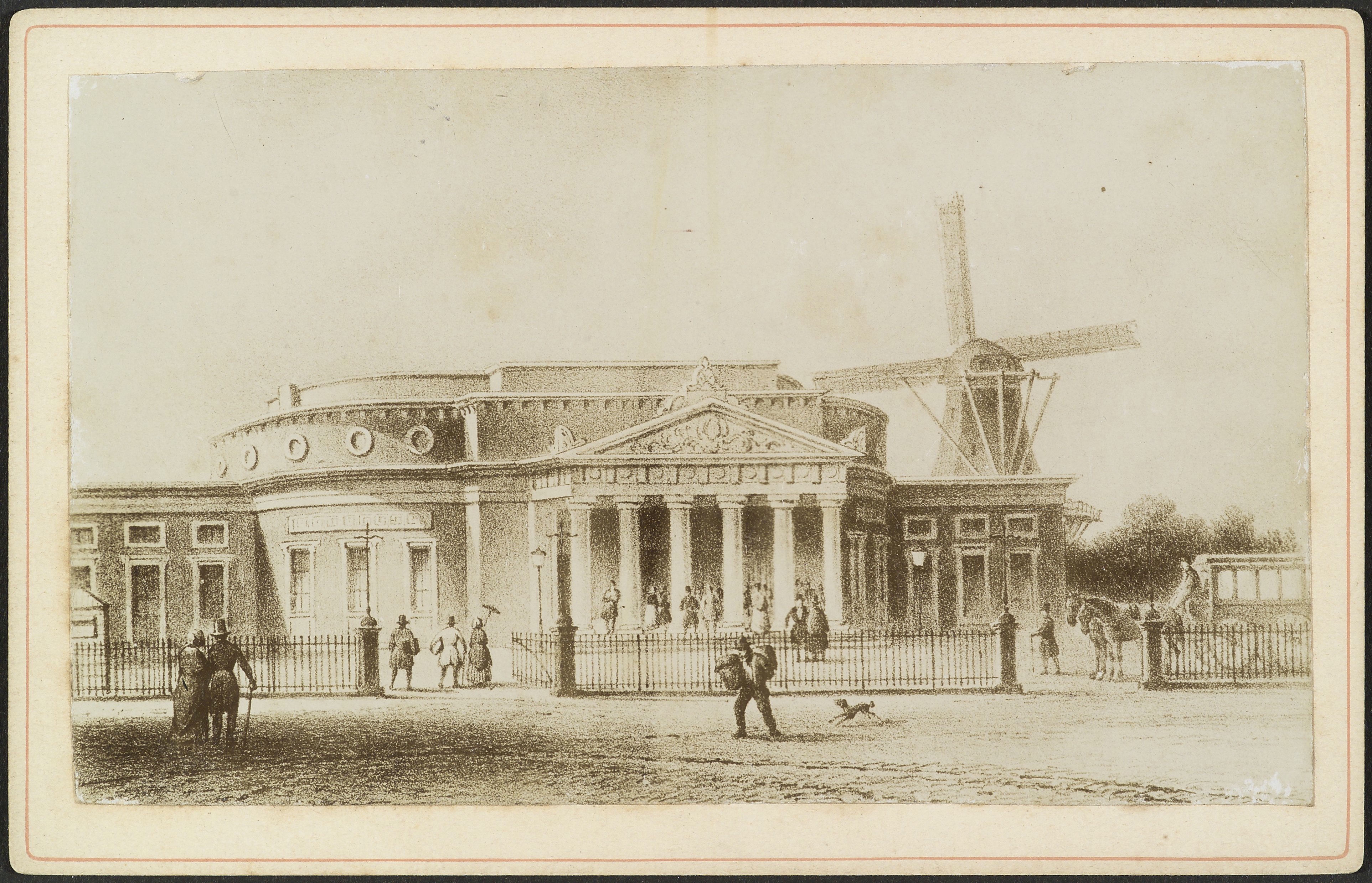
Station Willemspoort met er achter een stellingmolen.

Station Willemspoort was het nulpunt van de kilometertelling van de spoorlijn van Amsterdam naar Rotterdam; de Oude Lijn. Na de omlegging van de spoorlijn ten noorden van de Willemspoort in de richting van het latere Centraal Station kwam het nulpunt even ten westen van de spoorbrug over het Westerkanaal te liggen.
Van mei 1878 tot 15 oktober 1878 was het ook het voorlopige begin- en eindpunt van de net gereedgekomen spoorlijn naar Zaandam. Vanaf 15 oktober 1878 kon het nieuwe spoorviaduct tussen Willemspoort en Westerdok in gebruik worden genomen, waarmee het begin- en eindpunt werd verlegd naar het tijdelijke station Westerdok ter hoogte van het Droogbak, tot het Centraal Station in 1889 in gebruik werd genomen.